# Samantha Davies
Samantha Davies, nascuda el 23 d'agost de 1974 a Portsmouth (Anglaterra), és una navegant, pilot d'altura britànica. Residint a França, a Trégunc, es formà a «Pôle França, Finistère Offshore Racing» situat a Port-la-Forêt, a La Forêt-Fouesnant. Recorre els mars amb el seu vaixell per tal d'aportar diners al projecte Iniciatives-Cœur, en un mecenatge humanitari i patrocini esportiu per donar suport a la cirurgia cardíaca en nens

## Biografia
Inicialment es va formar com a enginyera mecànica, i es graduà al St Johns College de Cambridge.
El 1998, als 24 anys, va participar en el Trofeu Jules-Verne amb una tripulació exclusivament femenina, en el qual constituïa l'inici de la seva carrera en la vela de competició. L'equip, capitanejat per Tracy Edwards, navegà a bord del maxicatamarà Royal & SunAlliance, que va desarborar davant de la costa de Nova Zelanda. Samantha Davies va fer tres vegades la Solitaire du Figaro, també tres vegades la Transat AG2R Lorient–Saint-Barthélemy. Va batre dos rècords per creuar el Canal i dos rècords per circumnavegar les illes britàniques.
El 2007 es va convertir en patrona de l'IMOCA Roxy, de 60 peus, un disseny de Finot-Conq, doble guanyador de la Vendée Globe, dissenyat i utilitzat per Michel Desjoyeaux l'any 2000 i utilitzat també per Vincent Riou el 2004. A bord, va acabar quarta a la Vendée Globe 2008-2009.
Participant a l'edició 2012-2013 de la Vendée Globe, Samantha Davies es va veure obligada a abandonar després de desarborar la primera setmana de cursa. El 2014 va ser nomenada patrona de la tripulació sueca exclusivament femenina Team SCA per a la Volvo Ocean Race 2014–2015.
El 2015 va quedar cinquena a la Transat Jacques-Vabre amb Tanguy de Lamotte a bord de l'IMOCA Initiatives-Cœur. L'any 2017, Tanguy de Lamotte li va confiar la direcció de la tercera Iniciatives-Cœur, en fer una pausa en la seva carrera com a patró per dedicar-se a la seva vida familiar. Participaren junts a la Transat Jacques Vabre 2017.
A principis de novembre de 2018, Samantha Davies va prendre la sortida de la seva primera Ruta del Rom, que també constituïa la seva primera carrera en solitari a bord d'Initiatives-Cœur. Víctima d'una avaria, va haver d'abandonar.
Davies és una de les sis dones que competeixen a la Vendée Globe de 2020, encara a Initiatives-Cœur, equipat des del 2019 amb un nou parell de foils. Va participar en aquesta edició al mateix temps que el seu company de l'època Romain Attanasio.
El 5 de desembre de 2020 va anunciar la seva jubilació després de colpejar un OFNI. Obligada a treure el vaixell de l'aigua per reparar-ne la quilla, molt danyada, va viatjar a Ciutat del Cap, Sud-àfrica, però esperava poder acabar la carrera, fora de competició. Tornà a marxar el 14 de desembre per continuar la seva gira mundial. Va assolir l'arribada, fora de la cursa, el 26 de febrer, 110 dies després de la sortida.
Va acabar 5a de la Transat Jacques-Vabre el 2021. El mateix any va vendre el seu vaixell a Arnaud Boissières i va llançar la construcció d'un nou Imoca, encara patrocinat per Initiatives Cœur amb vistes a la propera Vendée Globe. El 28 de juliol de 2022, Initiatives Cœur 4, el seu primer Imoca equipat amb foils, sortia de l'hangar a la Base de submarins de Lorient.

## Assoliments

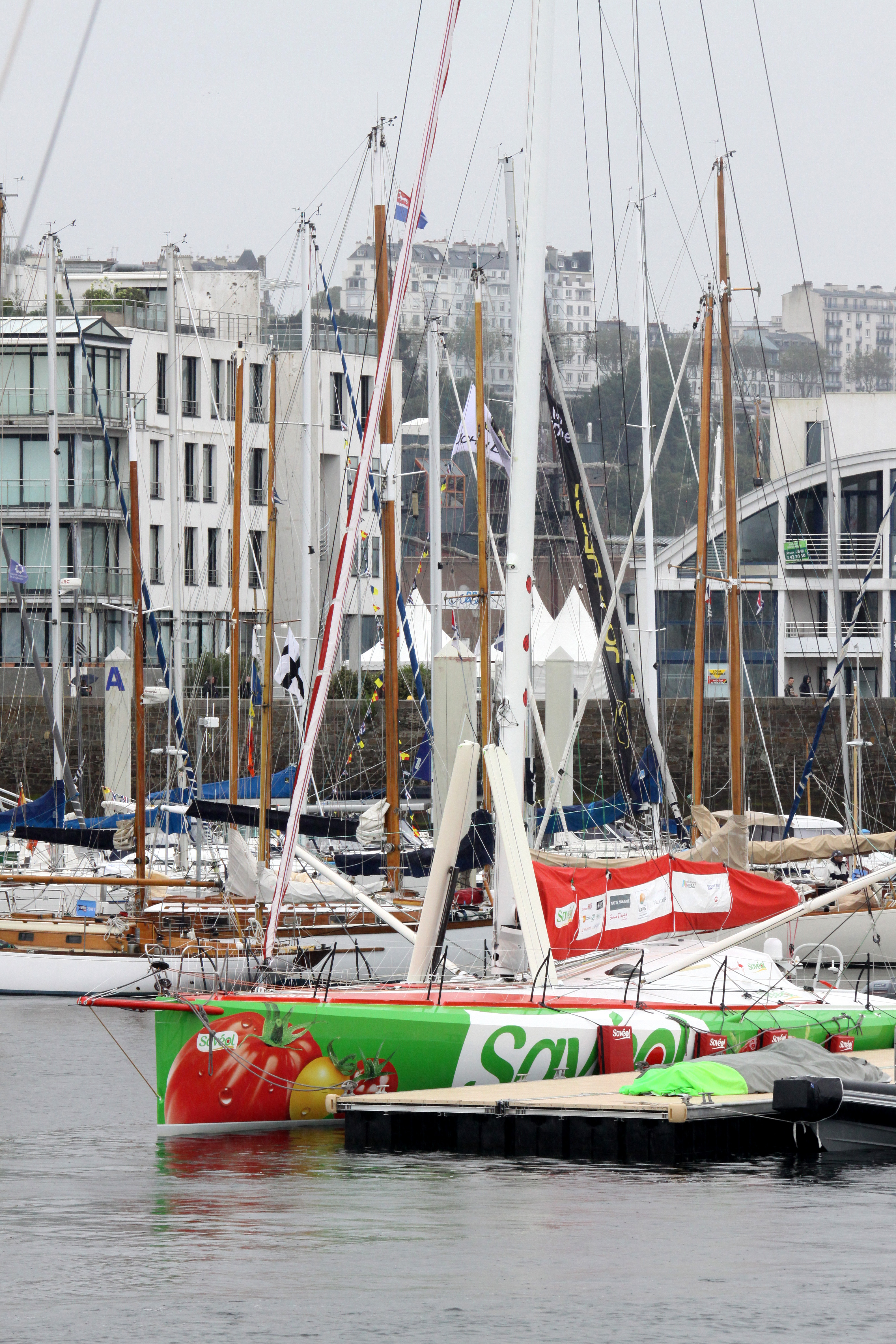
Savéol, ex Sill i Veolia al port del castell de Brest el juliol de 2012.

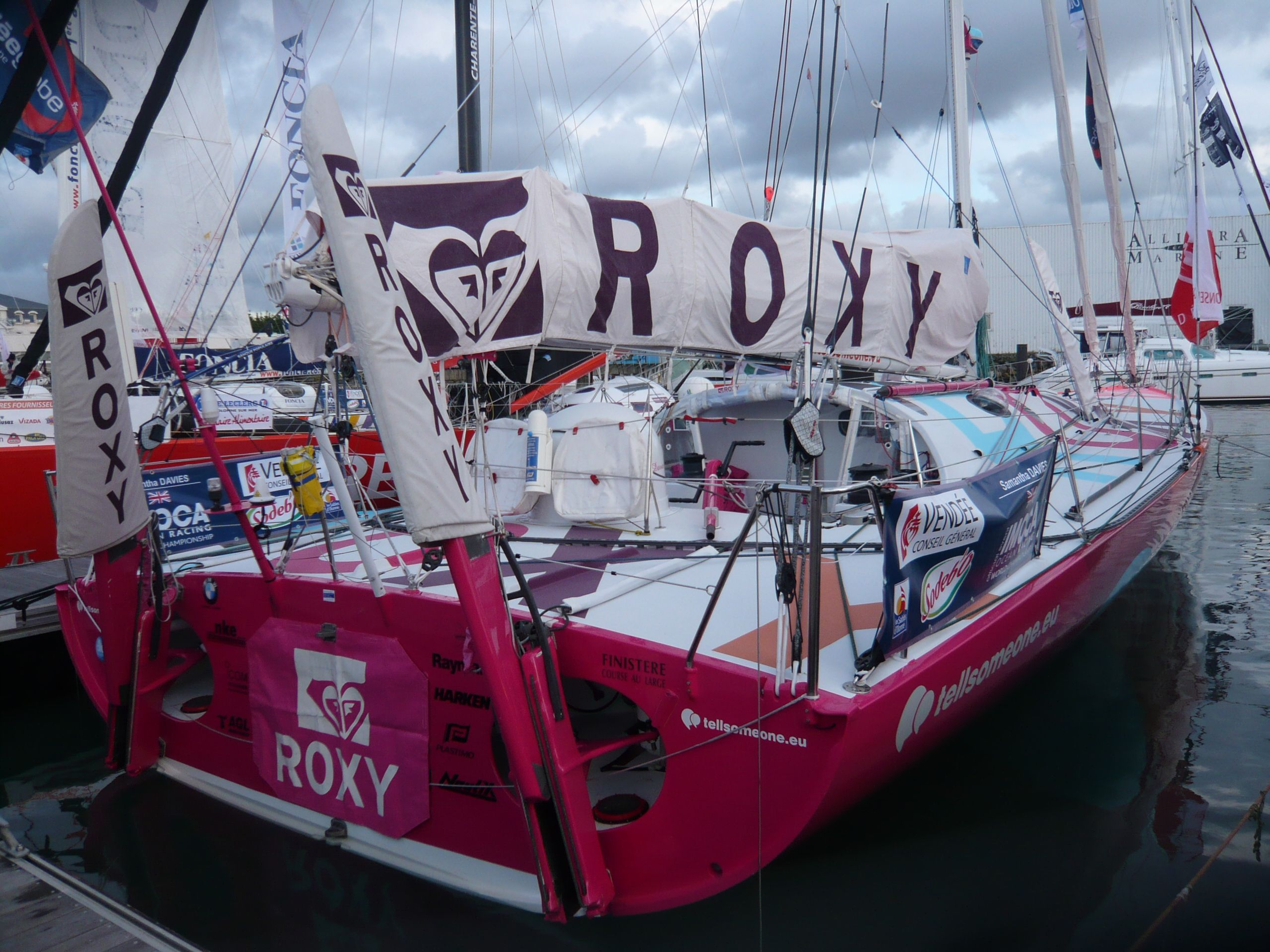
PRB sota els colors de Roxy al final de la Vendée Globe 2008-2009

### Figaro II-Skandia
- 2005 5a al Trofeu BPE Saint-Nazaire - Cuba
- 2003
  - 11a a la Mini-Transat.
- 2004
  - 5a a la Transat 'Lorient-St-Barth' amb Jeanne Grégoire

### Roxy
- 2007
  - 10a a la Transat Jacques-Vabre 2007 amb Jeanne Grégoire
  - 7a a la Transat Ecover BtoB 2007
- 2008
  - 5a a la Transat anglesa de 2008
- 2009
  - 4a a la Vendée Globe 2008-2009 en 95 dies, 4 hores i 39 minuts, només 1 hora i 20 minuts per darrere de Marc Guillemot.

### Savéol
- 2010
  - 4a a la cursa transatlàntica AG2R amb Romain Attanasio
- 2012
  - Abandonament de la Vendée Globe 2012-2013

### Equip SCA(Suècia)
- 2015
  - 6a a la Volvo Ocean Race 2014-2015, amb tripulació totalment femenina.

### Initiatives Cœur, segon amb aquest nom

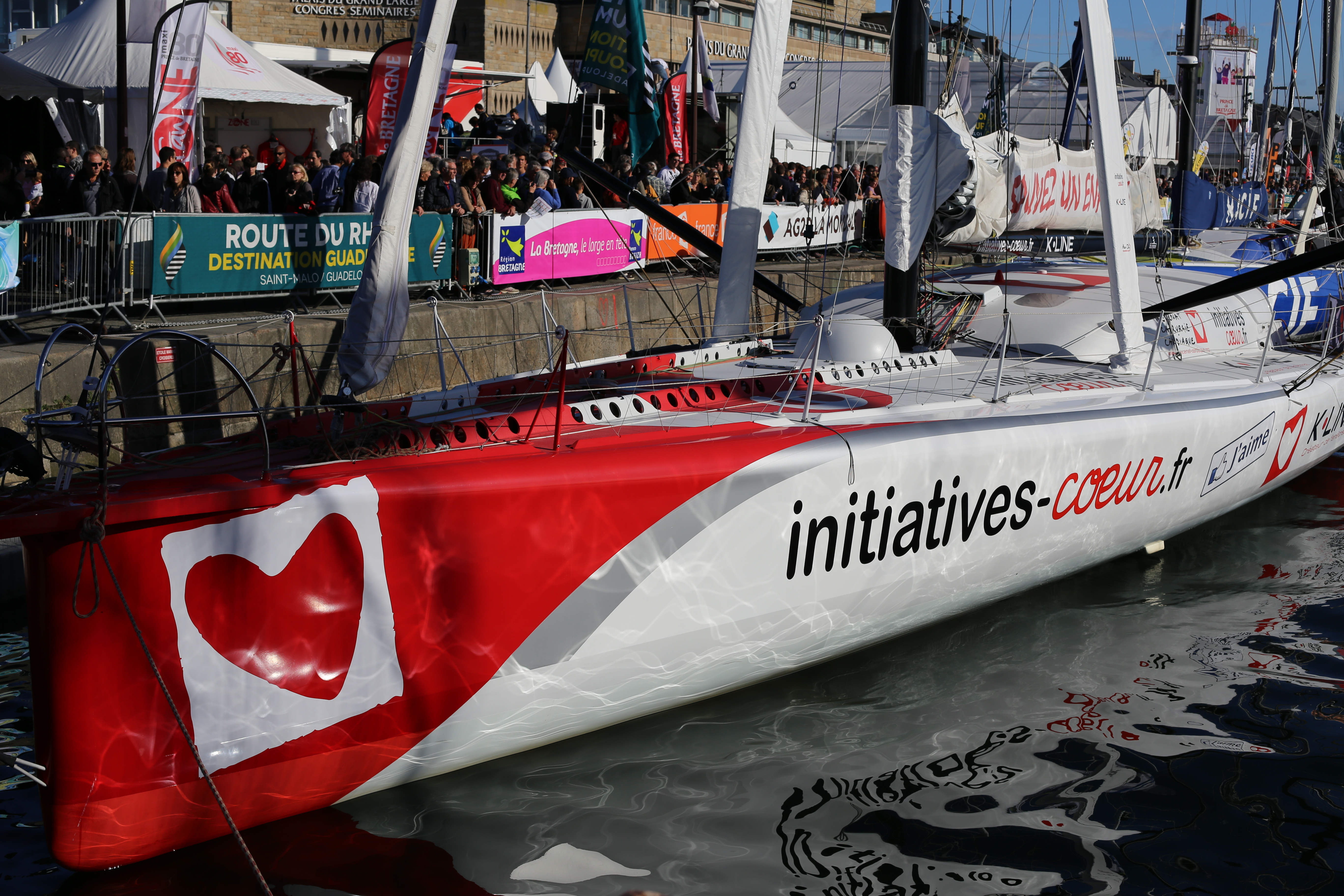
Iniciatives-Cœur a la sortida de la Ruta del Rom 2014

- 2015: 5a a la Transat Jacques-Vabre 2015[18] amb Tanguy de Lamotte

### Initiatives Cœur, tercer amb aquest nom
- 2017: 6a a la Transat Jacques-Vabre[18] amb Tanguy de Lamotte
- 2018
  - 2a a la cursa Bermuda 1000[19]
  - 1a Tour de Belle-Île en monocasc (Premi Michel Malinowsky).[20]
- 2019
  - 4a a la cursa Bermuda 1000[21]
  - 7a a la Transat Jacques-Vabre 2019[22] amb Paul Meilhat.
- 2020: retirada de la Vendée Globe 2020-2021 (danys importants per col·lisió amb un OFNI).
- 2021: 5a a la Transat Jacques-Vabre 2021, a doble mà amb Nicolas Lunven.

### Iniciatives Cœur 4
- 2022
  - Repte Azimut
  - Ruta del Rom
- 2023
  - 5a al Guyader Bermuda 1000
  - 5a a la Rolex Fastnet 2023
  - 5a al Repte Azimut
  - 5a a la Transat Jacques Vabre
  - 6a a la Transat B to B o Retorn a la Base
- 2024
  - 3a a la Transat

### Resultats a la Vendée Globe
| Edició                 | Vaixell          | Classificació                                                    | Temps aconseguit | retard sobre el 1r |
| Vendée Globe 2008-2009 | Roxy             | 4a                                                               | 95 dies 04:39:01 | 11 d 01 h 30 min   |
| Vendée Globe 2012-2013 | Savéol           | Abandonament                                                     | -                | -                  |
| Vendée Globe 2020-2021 | Initiatives-Cœur | Es retira, però es reinicia ja fora de carrera (vegeu més avall) |                  |                    |

### Danys durant la Vendée Globe 2020-2021[23]
A bord de l'IMOCA Initiatives Cœur, el 2 de desembre de 2020 cap a les 19 h (hora universal), als quaranta rugents, a més de 300 milles del Cap de Bona Esperança, Samantha Davies navegava entre 15 i 22 nusos, sota un vent de 30 nusos, mentre ocupava l'11a posició a la cursa de la Vendée Globe. De sobte, el vaixell colpejà de manera brusca i brutal un objecte flotant no identificat, que no havia estat detectat ni pel radar ni per l'Oscar, el dispositiu de detecció d'OFNIs que equipava el seu pal. Sentí un esclat. Va ser llançada a la barca, com molts altres objectes que estaven estibats, i com el seu menjar, que s'estava preparant.
De seguida aturà el vaixell baixant les veles. Va notar esquerdes a les mampares longitudinals del pou de la quilla. L'impacte va desplaçar la manxa del cilindre de la quilla que garanteix el segellat entre el pou de la quilla i el cilindre. Hagué d'activar la bomba d'immersió per buidar l'aigua que entrava per les zones danyades.
Va decidir tornar a una zona menys turbulenta per tal de reduir estrès a l'estructura de l'embarcació i es va dirigir cap al nord, imposant un límit de velocitat de deu nusos, sota el foc de la tempesta, a favor del vent, i d'acord amb el seu equip en terra. Sentí dolor a les costelles i es lligà. També tenia mal al coll, que desaparegué ràpidament.
El 5 de desembre va anunciar oficialment el seu abandonament de la regata (la Vendée Globe prohibeix les escales i l'assistència) i va arribar a la Ciutat del Cap, on una part del seu equip tècnic s'hi va unir per reparar el vaixell.
Després d'un intens treball de restauració a l'Initiatives Cœur, Samantha Davies partí de nou el 14 de desembre per continuar l'itinerari de la Vendée Globe, però ja no era oficialment a la cursa.

## Condecoracions
- Cavallera de l'Orde Nacional del Mèrit, del contingent del Ministeri d'Europa i Afers Exteriors, com a «navegant».[24]